# Tuberolachnus salignus
Espèce
Synonymes
- Dryobius riparius Vollenhoven, 1862[2]
- Tuberolachnus (Tuberolachnus) salignus (Gmelin, 1790)[2]
- Tuberolachnus dentatus (LeBaron, 1872)[2]
- Tuberolachnus fuliginosus (Buckton, 1891)[2]
- Tuberolachnus nigripes (Takahashi, 1932)[2]
- Tuberolachnus punctatus (Burmeister, 1835)[2]
- Tuberolachnus riparius (Vollenhoven, 1862)[2]
- Tuberolachnus salicina (Zetterstedt, 1840)[2]
- Tuberolachnus salicis (Sulzer, 1776)[2]
- Tuberolachnus viminalis (Fonscolombe, 1841)[2]

Tuberolachnus salignus ou puceron géant du saule est une espèce d’insectes hémiptères de la famille des Aphididae, un puceron du genre Tuberolachnus. 
Ils sont réputés être les plus gros pucerons, avec une longueur de corps pouvant atteindre 5,8 mm.
Décrit pour la première fois par Johann Friedrich Gmelin en 1790, il se nourrit de saules et possède un parasite spécifique connu sous le nom de Pauesia salignae. Le puceron géant du saule serait génétiquement incompatible avec la reproduction sexuée et se multiplierait de manière parthénogénétique toute l'année[réf. souhaitée].

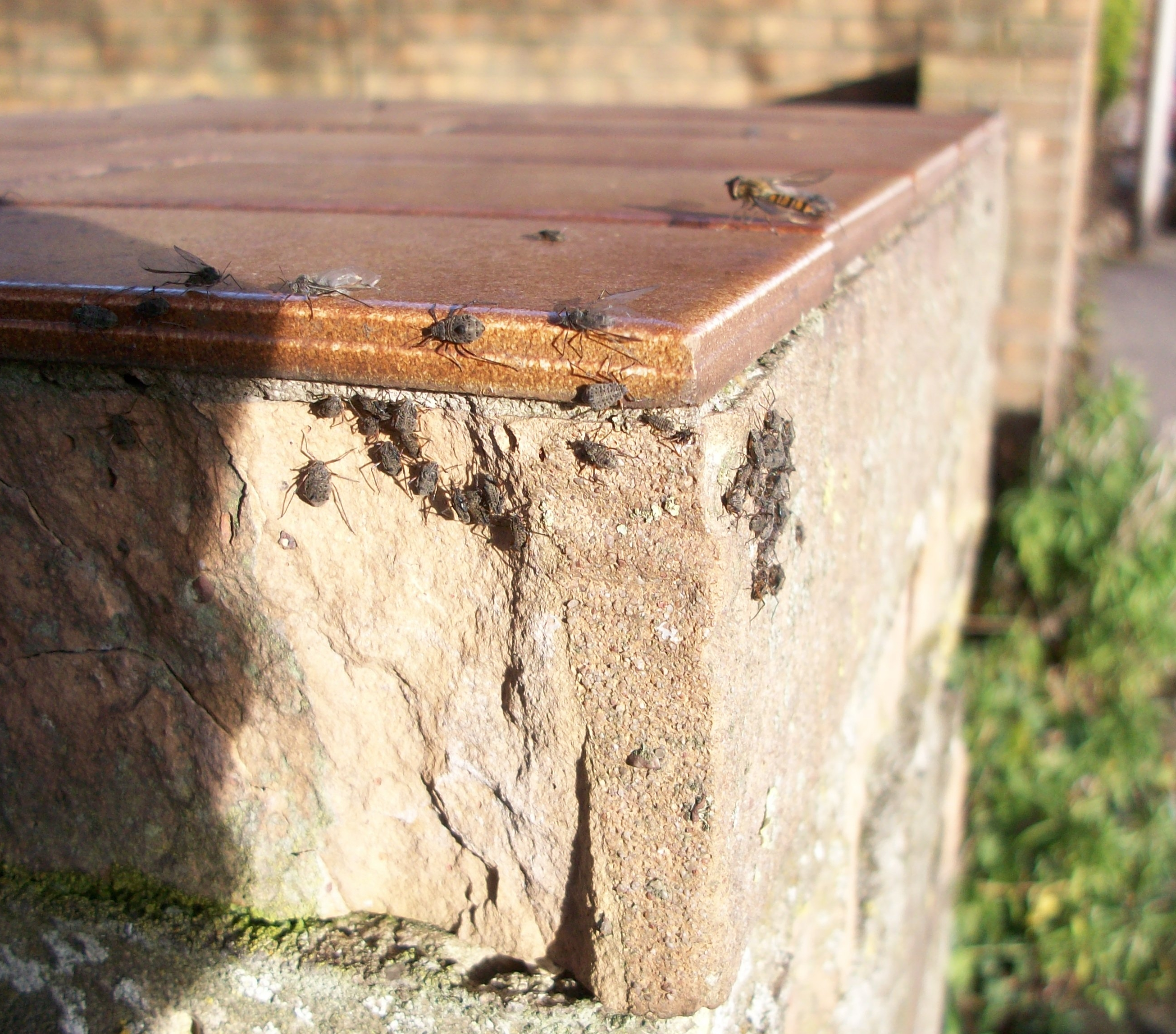
Puceron géant du saule. Vue de sa taille